# Srednja vrata
Srednja vrata so morska ožina v Kvarnerju, ki povezuje Reški zaliv z Malim Kvarnerjem. Ožina leži med severovzhodno obalo Cresa in zahodno obalo Krka. Dolžina ožine je okoli 13 km, širina 4,5 do 7,5 km, globina pa je do 78 m.